# Diviseur de Wilkinson
Pour les articles homonymes, voir Wilkinson.
Dans les systèmes micro-ondes, le Diviseur de Wilkinson est un circuit de la famille des diviseurs de puissance qui isole les ports de sortie entre eux tout en conservant l'adaptation d'impédance sur tous les ports. Ce circuit peut être utilisé pour combiner deux signaux car il est constitué de composants passifs et est donc réciproque. Publié par Ernest J. Wilkinson en 1960, ce circuit trouve sa place en radio-fréquence dans les systèmes à canaux multiples car il est très efficace pour minimiser la diaphonie.

## Théorie

Diviseur de puissance en technologie microstrip

Les paramètres S pour un diviseur de Wilkinson symétrique à deux ports sont donnés par :
{\displaystyle [S]={\frac {-j}{\sqrt {2}}}{\begin{bmatrix}0&1&1\\1&0&0\\1&0&0\\\end{bmatrix}}}
L'inspection de la matrice S révèle que ce réseau est réciproque ({\displaystyle S_{ij}=S_{ji}}), que les terminaux sont adaptés ({\displaystyle S_{11},S_{22},S_{33}=0}), que les ports de sortie sont isolés ({\displaystyle S_{23},S_{32}=0}) et qu'une division égale de puissance est effectuée ({\displaystyle S_{21}=S_{31}}). La matrice n'est pas unitaire car le réseau n'est pas sans perte.
Il n'y a pas de perte quand les signaux des ports 2 et 3 sont en phase et ont la même amplitude.